# 间奏曲
間奏曲（Intermezzo），一種音樂型態，18世紀時發展於義大利地區，出現於喜歌劇幕與幕之間、大型器樂曲作品樂章與樂章之間，樂曲較短。有兩種類型，一種是歌劇間奏劇，發展於18世紀；一種是器樂曲間奏劇，發展於19世紀，音樂曲態多為變奏曲。

## 著名的间奏曲作品
- 皮埃特罗·马斯卡尼的歌剧《乡村骑士》间奏曲。